# Rosalyn Fairbank
Rosalyn Fairbank-Nideffer (ur. 2 listopada 1960 w Durbanie) – południowoafrykańska tenisistka, występująca na kortach w latach 1979–1997.
16 kwietnia 1990 osiągnęła piętnastą, najwyższą w karierze, pozycję rankingową. Wygrała jeden turniej singlowy WTA w Richmond w 1973 roku. Zdobyła dziewiętnaście tytułów deblowych, w tym dwa na kortach Rolanda Garrosa (1981 i 1983, razem z Candy Reynolds i Tanyą Harford). Dwadzieścia trzy razy była finalistką turniejów deblowych, między innymi w Nowym Jorku, na turnieju US Open. Dwukrotnie osiągała ćwierćfinały singlowego Wimbledonu.
Występowała w rozgrywkach Fed Cup.